# Jacques Marinelli
Jacques Marinelli (Le Blanc-Mesnil, 15 dicembre 1925 – Melun, 3 luglio 2025) è stato un ciclista su strada francese.
Fu professionista dal 1948 al 1954, chiuse al terzo posto il Tour de France 1949 alle spalle di Fausto Coppi e Gino Bartali, indossando la maglia gialla per sei giorni.

## Carriera
Passato professionista con la Alcyon nel 1948, vinse subito un paio di circuiti in Francia. In quella stagione partecipò anche al Tour de France dove però si ritirò senza ottenere alcun piazzamento nelle tappe.
Nel 1949 partecipò nuovamente al Tour de France con la squadra regionale Île-de-France. Nel corso della quarta tappa, con arrivo previsto a Rouen, riuscì a conquistare la maglia gialla, salendo in vetta alla classifica generale della corsa con oltre quindici minuti di vantaggio sui favoriti Coppi e Bartali, e la mantenne per sei giorni, prima di cederla a Fiorenzo Magni nella tappa di Pau. Dopo la decima frazione la lotta per la vittoria fu solamente fra Coppi e Bartali, e Marinelli riuscì a conservare il terzo posto finale.
Sempre nel 1949 fu terzo nella Parigi-Bourges.
Nel 1950 vinse quattro corse, fra cui due tappe al Critérium du Dauphiné Libéré, e partecipò nuovamente al Tour de France, dove si ritirò alla settima tappa, ottenendo come miglior risultato un quinto posto nella quarta frazione.
La stagione successiva vide Marinelli partecipare al suo primo Giro d'Italia dove si classificò settantunesimo nella classifica finale. Al Tour si ritirò nuovamente, tuttavia sfiorò il successo nella dodicesima tappa in cui fu terzo e nella sedicesima dove fu secondo. Altri piazzamenti furono nella Parigi-Bourges, secondo, nel Grand Prix Kellen, terzo, e nella Parigi-Limoges, quarto.
Nel 1952 riuscì a terminare il Tour al trentunesimo posto, sfiorando ancora la vittoria con un secondo posto nella nona tappa, mentre fra gli altri piazzamenti fu decimo nel Critérium National, quarto nel Grand Prix Cantox e quinto nella Gand-Wevelgem, mentre l'anno successivo fu secondo nel Grand Prix de Frejus e quarto nella Parigi-Clermont Ferrand.
Partecipò al Tour ma si ritirò e ottenne la sua ultima vittoria nella Parigi-Montceau-Les-Mines, in quanto, in quella stessa stagione, chiuse la sua carriera, ad appena ventotto anni.
Conclusa la sua carriera, aprì un negozio di biciclette e poi di elettrodomestici a Melun, città di cui fu anche sindaco.

## Palmarès
- 1950

Parigi-Montceau les Mines
6ª tappa Critérium du Dauphiné Libéré
7ª tappa Critérium du Dauphiné Libéré
- 1954

Parigi-Montceau les Mines

### Altri successi
- 1948

Criterium di Hollerich
Circuito di Gace
- 1950

Criterium di Madrid

## Piazzamenti

### Grandi Giri
- Tour de France

1948: ritirato
1949: 3º
1950: ritirato
1951: ritirato
1952: 31º
1954: ritirato
- Giro d'Italia

1951: 71º

### Classiche monumento
- Milano-Sanremo

1951: 75º
1952: 37º

## Riconoscimenti
- Premio Alain Danet dell'Accademia dello Sport nel 1986